# Cmentarz św. św. Piotra i Pawła w Toruniu
Cmentarz św. św. Piotra i Pawła w Toruniu – czynny cmentarz parafialny, administrowany przez parafię św. św. Piotra i Pawła, znajdujący się przy ul. Poznańskiej 104 w Toruniu. Zajmuje 0,66 ha powierzchni
Początki cmentarza św. św. Piotra i Pawła związane są z istniejącym w tym miejscu w II poł. XVI w. kościołem parafialnym pod wezwaniem św. Anny. W 1813 roku kościół św. Anny, podobnie jak i cała zabudowa Podgórza, został zniszczona przez wojska napoleońskie. Świątyni nie odbudowano, postanowiono jedynie ponownie założyć w tym miejscu cmentarz. W jego centrum w 1911 roku usytuowano Golgotę. Na cmentarzu znajduje się również kaplica grobowa rodziny Jaugschów, jedyna tego rodzaju w Toruniu. Zbudowana jest na planie kwadratu i przykryta kopułą. Jest położona w północno-wschodniej części cmentarza.
W 1927 roku przeprowadzono inwentaryzację niemieckich pomników, płyt pamiątkowych i grobów wojennych. Stwierdzono, że zachowane groby niemieckich żołnierzy pochodzą z czasów I wojny światowej.
Cmentarz figuruje w gminnej ewidencji zabytków (nr 356, wpis z 1 czerwca 1987).
Spoczywają tu m.in:
- ks. Kazimierz Siuchniński – proboszcz parafii św. św. Piotra i Pawła[4],
- Michalina Jastrzębska – nauczycielka, obrońca Lwowa, odznaczona Krzyżem Walecznych[4],
- Robert Tirczakowski – założyciel Fundacji Historii Polskiej Broni Pancernej, odznaczony srebrnym krzyżem zasługi[4],
- Rodzina Jaugsch – właściciele największych zakładów masarskich w przedwojennym Toruniu (mieszczących się przy ulicy Lubickiej)[4],
- Julian Wykrzykowski – budowniczy nowego ratusza na Podgórzu[4],
- Tadeusz Zakrzewski – badacz dziejów Torunia[5]

## Golgota z 1911
Golgota stanowi zespół architektoniczno-rzeźbiarski przedstawiający ukrzyżowanie Jezusa Chrystusa. Przedstawia ona ukrzyżowanego Chrystusa, Marię i św. Jana Ewangelistę stojących po jego bokach i klęczącą u stóp Marię Magdalenę. Pomysł na umieszczenie figur pojawił się w 1910 roku. Grupę figuralną umieszczono na terenie cmentarza w 1911 roku za sprawą ks. Józefa Domachowskiego. Figury powstały we francuskiej wytwórni Institut Catholique de Vaucouleurs – Union Artistitique Internationale. Pośrednikiem pomiędzy ks. Domachowskim a wytwórnią była Drukarnia i Księgarnia św. Wojciecha w Poznaniu. Koszt figur wyniósł 3185 marek niemieckich. Montaż instalacji przeprowadził częściowo przedsiębiorca budowlany Julian Wykrzykowski. Według hipotezy Katarzyny Kluczwajd wyniku konfliktu pomiędzy Wykrzykowskim a ks. Domachowskim (duchowny zalegał z wypłatami dla przedsiębiorcy) Wykrzykowski nie dokończył prac. Cokół, różniący się od projektu Wykrzykowskiego, mógł być dokończony przez inną osobę.